# Peter Gojowczyk
Peter Gojowczyk (ur. 15 lipca 1989 w Monachium) – niemiecki tenisista, reprezentant w Pucharze Davisa.

## Kariera tenisowa
Karierę zawodową rozpoczął w 2006 roku.
Wielokrotnie w swojej karierze wygrywał turnieje rangi ATP Challenger Tour. W cyklu ATP Tour zwyciężył w jednych zawodach, we wrześniu 2017 w Metzu. Awansując najpierw z eliminacji, pokonał w drabince głównej w finale Benoît Paire’a. W lutym 2018 awansował do finału w Delray Beach, ponosząc porażkę z Francesem Tiafoe’em, a maju został finalistą w Genewie po przegranej z Mártonem Fucsovicsem.
W zawodach wielkoszlemowych zadebiutował podczas Australian Open 2012, przechodząc najpierw przez eliminacje. W 1. rundzie turnieju głównego przegrał z Donaldem Youngiem.
W kwietniu 2014 roku zadebiutował w reprezentacji Niemiec w Pucharze Davisa.
Najwyżej sklasyfikowany w rankingu singlistów był na 39. miejscu (25 czerwca 2018).

### Finały w turniejach ATP World Tour
| Legenda                                      |
| -------------------------------------------- |
| Wielki Szlem                                 |
| Igrzyska olimpijskie                         |
| Tennis Masters Cup / ATP Finals              |
| ATP Masters Series / ATP Tour Masters 1000   |
| ATP International Series Gold / ATP Tour 500 |
| ATP International Series / ATP Tour 250      |

#### Gra pojedyncza (1–2)
| Końcowy wynik | Nr | Data             | Turniej      | Nawierzchnia  | Przeciwnik       | Wynik finału |
| ------------- | -- | ---------------- | ------------ | ------------- | ---------------- | ------------ |
| Zwycięzca     | 1. | 24 września 2017 | Metz         | Twarda (hala) | Benoît Paire     | 7:5, 6:2     |
| Finalista     | 1. | 25 lutego 2018   | Delray Beach | Twarda        | Frances Tiafoe   | 1:6, 4:6     |
| Finalista     | 2. | 26 maja 2018     | Genewa       | Ceglana       | Márton Fucsovics | 2:6, 2:6     |